# Морозов, Олег Славиевич
Оле́г Сла́виевич Моро́зов (3 января 1966, Обнинск, Калужская область, РСФСР, СССР) — советский и российский футболист, защитник, полузащитник.

## Биография
Воспитанник обнинской футбольной школы. Первый тренер — Юрий Алексеевич Шуванов. На высшем уровне выступал за воронежский «Факел», камышинский «Текстильщик», раменский «Сатурн», «Локомотив» Нижний Новгород.
Во всех командах играл вместе с братом-близнецом Алексеем.
С 2002 года — тренер ДЮСШ «Квант» (Обнинск). В 2006—2008 и в 2010—2012 годах — главный тренер обнинского «Кванта» — участника любительского первенства России (III дивизион). С 2018 года — главный тренер команды в Первенстве ПФЛ/Второй лиге.

### Семья
- Отец — Славий Морозов (1939—2010), советский и российский физик. Доктор технических наук, начальник отдела Физико-энергетического института, профессор Обнинского института атомной энергетики.
- Брат-близнец — Алексей Морозов (род. 1966), советский и российский футболист, тренер.